# Theodelinda
Theodelinda (Theudelinde, Theodelinde, Theodolinde, Theodelind, Theidlindis,  Theolinde; ca. 570 – sandsynligvis død før 626 ) var en langobardisk dronning til to på hinanden følgende konger i perioden 589 til 616. Efter den sidstes død kom deres søn 14-årige søn Adaloald på tronen med sin mor Theodelinda som regent.

## Baggrund
Theodelinda var datter af den bavariske hertug Garibald af Bayern, som selv var delvis langobardisk, idet hans mor Valderada var datter af den langobardiske konge Wacho (død 539). Paulus Diaconus beskriver hende som blond og meget smuk. Hun var gift med kong Authari og derefter med kong Agilulf. Hun fik to børn: datteren Gundeperga (591) og sønnen Adaloald (602).
Theodelinda var katolik i modsætning til begge sine mænd og hovedparten af langobarderne, der holdt sig til den arianske kristne tro eller var hedninge. I sit andet ægteskab fik hun stor indflydelse på den religiøse politik. Hun søgte fred med den romerskkatolske kirke og korresponderede med pave Gregor den Store. Hun fik Agilulf til at give den romerskkatolske kirkes ejendom tilbage til kirken og genoprette bispesæder. Hun søgte også at løse trekapitelskismaet, der adskilte paven i Rom og patriarkatet Aquileia. Theodelindas søn med Authari blev døbt i den katolske kirke kort efter sin fødsel i 602. Pave Gregor gratulerede hende med sønnen og sendte barnet et kors, der angiveligt indeholdt en splint af Kristi kors og et afsnit fra evangelierne, samt tre ringe til hans søster Gundiperga. 

## Første ægteskab: Authari
Langobardernes konge Authari havde været forlovet med en søster af frankernes konge Childebert af Austrasien. Men det var forbi, da det ikke lykkedes frankerne og langobarderne at slutte fred. Childebert valgte at gifte sin datter væk til goterne i Spanien. Authari kontaktede bavarierne for at få en alliance med dem i stedet. Bavarierne var nominelt underlagt frankerne, men i realiteten havde de stor selvstændighed og lå som en stødpude mellem langobarderne og frankerne og kunne hjælpe med til at hindre frankernes – der var den voksende magt – indtog ind i Italien.
Theodelinda tog med sin bror Gundoaldo til Italien, hvor brylluppet blev holdt i Verona den 15. maj 589. Men allerede omkring et år senere (den 5. september 590) døde Authari pludseligt, måske forgiftet.

## Andet ægteskab: Agilulf
Ifølge Paulus Diaconus fik Theodelinda mandat af de langobardiske hertuger til at vælge den næste konge. Agilulf, der var hertug af Turin, kom for at vise sin agtelse til enken. I respekt kyssede han hendes hånd, hvorefter hun spurgte, hvorfor han kyssede hendes hånd, når han havde lov til at kysse hendes læber. På den vis valgte hun den næste konge, og de blev gift i november samme år.

## Kunst
Både Agilulf og Theodelinda var optaget af kunst, og der er flere prægtige kunstgenstande, der er forbundet med dem. 
- Agilulf med "Agilulfs kors" (italiensk: La Croce di Agilulfo) et juvelbesat guldkors, der sandsynligvis hang fra kongekronen.

- Theodelinda med jernkronen, der i de følgende århundreder blev brugt til at krone en lang række langobardiske og italienske konger, tysk-romerske kejsere og ikke mindst Napoléon Bonaparte. [2]

Også en enestående skulptur kaldet Høne med kyllinger (Chioccia con i pulcini) blev sandsynligvis bestilt af Theodelinda.  Hun lod rejse basilikaen viet til Johannes Døberen i Monza. Hendes krone - den ældste, der findes bortset fra jernkronen - hendes vifte, hendes kam, guldhønen og kyllingerne som hun gav til kirken, samt korset sendt fra pave Gregor, opbevares i Monza-katedralens skatkammer, hvor man stadig kan besøge hendes kapel. 